# Liste der Monuments historiques in Bessay-sur-Allier
Die Liste der Monuments historiques in Bessay-sur-Allier führt die Monuments historiques in der französischen Gemeinde Bessay-sur-Allier auf.

## Liste der Bauwerke
| Bezeichnung                                    | Beschreibung                                               | Standort | Kennzeichnung | Schutzstatus   | Datum     | Bild           |
| ---------------------------------------------- | ---------------------------------------------------------- | -------- | ------------- | -------------- | --------- | -------------- |
| Château de Chaugy (Schloss) mit Taubenturm     | Erbaut im 17. Jahrhundert                                  | (Lage)   | PA00092994    | Classé Inscrit | 1986 2010 | weitere Bilder |
| Château du Moutier (Fotos in der Base Mérimée) | Schloss, erbaut im 17./18. Jahrhundert                     | (Lage)   | PA00092992    | Inscrit        | 1971      |                |
| Château de Paray                               | Schloss, erbaut in der zweiten Hälfte des 17. Jahrhunderts | (Lage)   | PA00092993    | Inscrit        | 1988      | weitere Bilder |
| Kirche St-Martin                               | Erbaut im 12. Jahrhundert                                  | (Lage)   | PA00092995    | Classé         | 1910      | weitere Bilder |
| Fachwerkhaus in Neuglise                       | Erbaut im 17. Jahrhundert                                  | (Lage)   | PA00092996    | Classé         | 1988      | weitere Bilder |

## Liste der Objekte
| Bezeichnung      | Beschreibung    | Standort                       | Kennzeichnung | Schutzstatus | Datum | Bild           |
| ---------------- | --------------- | ------------------------------ | ------------- | ------------ | ----- | -------------- |
| Weihwasserbecken | 12. Jahrhundert | in der Kirche St-Martin (Lage) | PM03000025    | Classé       | 1910  | weitere Bilder |